# Taigen Sōshin
Taigen Sōshin (zm. 1371; jap. 太源宗真) – japoński mistrz zen szkoły sōtō.

## Życiorys
Pochodził z prowincji Kaga (obecnie w prefekturze Ishikawa). Przyjął mnisią ordynację w nieustalonym klasztorze, a następnie rozpoczął praktykę w klasztorze Sōji, w którym został uczniem mistrza zen Gasana Jōsekiego (1275-1365).
W 1349 roku został przez mistrza wyznaczony spadkobiercą jego linii przekazu.
Tuż przed zrezygnowaniem ze stanowiska opata Sōji-ji Gasan wyznaczył go w 1324 roku pierwszym administratorem tego kompleksu klasztornego. Następnie Taigen został w 1366 roku trzecim opatem tego klasztoru. W prowadzeniu tego klasztoru stosował nauki i reguły mistrza Gasana, a więc utrzymał unikalny wówczas system rotacji opatów, a swoje nauczanie oparł na systemie "Pięciu rang" chińskiego mistrza chan Dongshana Liangjie (807-869), twórcy szkoły caodong (jap. sōtō).
Był głęboko związany z typem duchowości okresu Song. Stosował więc metafory "pana" i "wasala" oraz wprowadził system poziomów zasług zarówno dla swoich uczniów jak i dla świeckich wyznawców.
W klasztorze Sōji powstało pięć linii przekazu i linia mistrza Taigena była pierwszą z nich. Okazała się także i największą linią (a w całej szkole sōtō drugą), członkowie której ustanowili ponad sto świątyń i klasztorów w środkowej i wschodniej Japonii.
W 1371 roku mistrz Taigen został trzynastym opatem klasztoru Yōkō. Wtedy też rozpoczął się rozdźwięk pomiędzy klasztorami Sōji a Yōkō. Taigen zaczął się domagać, aby byli opaci klasztoru Sōji otrzymali taką samą rangę starszeństwa jak byli opaci klasztoru Daijō. Wkrótce dołączyła także frakcja mistrza Mugaia Chikō z klasztoru Jōjū, która zaczęła się domagać tego samego dla opatów swojego klasztoru.
Pod koniec swojego życia założył klasztor Butsu w Kadze.

## Linia przekazu Dharmy zen
Pierwsza liczba oznacza liczbę pokoleń mistrzów od 1 Patriarchy indyjskiego Mahakaśjapy.
Druga liczba oznacza liczbę pokoleń od 28/1 Bodhidharmy, 28 Patriarchy Indii i 1 Patriarchy Chin.
Trzecia liczba oznacza początek nowej linii przekazu w danym kraju.
- 53/26/2. Eihei Koun Ejō (1198–1280) (Eihei-ji)

- 54/27/3. Gien (zm. 1314) (Eihei-ji)
- 54/27/3. Jakuen (chin. Jiyuan) (1207–8.10.1299) (Hōkyō-ji)

- 55/28/4. Giun (Hōkyō-ji)

- 56/29/5. Donki (Hōkyō-ji)

- 54/27/3. Daijo Tettsū Gikai (1219–1309) (Daijō-ji)

- 55/28/4. Eiko Keizan Jōkin (1267–1325) (Daijō-ji)

- 56/29/5. Mugai Chikō (zm. 1351)
- 56/29/5. Koan Shikan (zm. 1341)

- 57/30/6. Zuiō

- 56/29/5. Gasan Jōseki (1276–1366)

- 57/30/6. Soitsu mniszka zen
- 57/30/6. Mugai Enshō (1311–1381)
- 57/30/6. Tsūgen Jakurei (1322–1391)

- 58/31/7. Ikkei Eishū (zm. 1403)
- 58/31/7. Ryōan Emyō (1337–1411) (Saijō-ji)

- 59/32/8. Myōkaku Doryō (bd)
- 59/32/8. Mugoku Etetsu (1350–1430) (Ryūon-ji)
- 59/32/8. Daikō Myōshū (zm. 1437) (Sōnei-ji)

- 58/31/7. Sekioku Shinryō (1345–1423) (Fukushō-ji)
- 58/31/7. Tenshin Jishō (-)
- 58/31/7. Fusai Zenkyū (1347–1408) (Zenrin-ji)

- 57/30/6. Musai Jinshō (zm. 1381)
- 57/30/6. Gennō Shinshō (1329–1400)
- 57/30/6. Taigen Shōshin (zm. ok. 1371)
- 57/30/6. Gessen Ryōin (1319–1400)
- 57/30/6. Mutan Sokan (zm. 1387)
- 57/30/6. Jikugen Chōsai (bd)
- 57/30/6. Dōsō Dōai (zm. 1379)
- 57/30/6. Chikudō Ryōgen (bd)
- 57/30/6. Jippō Ryōshū (zm. 1405)
- 57/30/6. Mutei Ryōshō (1313–1361)
- 57/30/6. Mutō Esū (bd)
- 57/30/6. Daitetsu Sōrei (1333–1408)

- 56/29/5. Meihō Sotetsu (1277–1350)

- 57/30/6. Shugan Dōchin (Dōjin) (zm. 1387)

- 58/31/7. Baisan Monpon (zm. 1417)

- 59/32/8. Jochū Tengin (1363–1437)

- 60/33/9. Kisan Shōsan (1377–1442)

- 61/34/10. Morin Shihan (1392–1487)

- 62/35/11. Shōshi Sōtai (Taishi Sōtai)

- 63/36/12. Kenchu Hantetsu

- 64/37/13. Daiju Sōkō

- 65/38/14. Kinpō Jusen

- 66/39/15. Kaiin Sochin

- 67/40/16. Tetsuei Seiton

- 68/41/17. Shūkoku Chuton

- 69/42/18. Ketsuzan Tetsuei

- 70/43/19. Hōshi Sō’on

- 71/44/20 Goho Dainon (Kainon)

- 72/45/21 Tenkei Denson (1648–1735)

- 73/46/22 Shōzan Monko

- 74/47/23 Niken Sekiryo

- 75/48/24 Reitan Roryū

- 76/49/25 Kakujō Tōsai

- 77/50/26 Kakuan Ryōgu

- 78/51/27 Ryōka Daibai

- 79/52/28 Ungan Guhaku

- 80/53/29. Baisan Hakujun (1898–1978)

- 81/54/30. Taizan Maezumi (1931–1995) Japonia, USA